# João Vítor Xavier
João Vítor Xavier Faustino (Belo Horizonte, 24 de junho de 1982) é um jornalista e político brasileiro.

## História
Passou a infância na cidade de Caeté, região metropolitana de Belo Horizonte, onde mora sua família. Formou-se jornalista no Centro Universitário de Belo Horizonte, Uni-BH.
Sua carreira como jornalista começou ainda na adolescência, no Jornal Opinião de Caeté, atuando como repórter esportivo. Foi quando, fazendo uma entrevista para o jornal, conheceu o radialista Osvaldo Faria, que o convidou a trabalhar na Rádio Itatiaia. No entanto, isso não foi possível, pois ainda não havia concluído o 2º grau. Teve sua primeira experiência como radialista na Rádio Lasafá.

## Rádio Itatiaia
Em 2000, quando foi aprovado no vestibular de Jornalismo, em Belo Horizonte, João Vítor Xavier se encontrou novamente com o então diretor de esportes da Rádio Itatiaia, Osvaldo Faria, que reiterou o convite. Começou como rádio-escuta, passando pelos cargos de produtor e redator, até se tornar repórter esportivo.
Em 2003, foi homenageado pelo então governador de Minas Gerais, Itamar Franco, com a Medalha do Mérito Mineiro da Juventude, por seu destaque no jornalismo esportivo.

## Trajetória política
João Vítor Xavier começou sua militância política, esportiva e estudantil em Caeté. Em 2008, foi eleito vereador de Belo Horizonte, com 6 504 votos.
Em 2010, foi eleito Deputado Estadual, com 56 956 votos, tornando-se um dos deputados mais jovens da Assembleia Legislativa do Estado de Minas Gerais, com 28 anos. Municípios de maior votação foram Belo Horizonte, Caeté, Contagem, Ribeirão das Neves, Nova Lima e Alvinópolis.
Em 2014, foi reeleito Deputado Estadual pelo PSDB, com 81 156 votos. Municípios de maior votação foram: Belo Horizonte (31 896), Caeté (10 111), Contagem (5 016), Itabirito (3 240), Ribeirão das Neves (2 684), Santa Luzia (2 154), Nova Lima (1 762), São José da Lapa (1 609), Rio Piracicaba (1 515) e Esmeraldas (1 325).
Em 2018, João Vítor foi novamente eleito para Deputado Estadual, alcançando o seu terceiro mandato consecutivo, com 75 256 votos.

Em Abril de 2019, João Vítor Xavier anunciou sua saída do PSDB. Em maio do mesmo ano, o deputado anunciou sua filiação ao Cidadania.